# Chargaffs regler
Chargaffs regler är två kvantitativa regler som säger att DNA från vilken cell som helst av alla organismer bör ha förhållandet 1:1 (basparsregeln) av pyrimidin- och purinbaser och mer specifikt, att mängden guanin är lika med mängden cytosin och mängden adenin är lika med mängden tymin. Detta mönster återfinns  i båda strängarna av DNA. De upptäcktes av den österrikiska kemisten Erwin Chargaff.

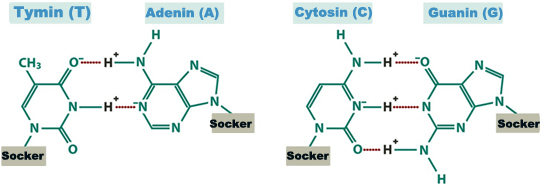
Chargaffs lag, förhållandet är 1:1

## Definitioner

### Första regeln
Den första regeln säger att en dubbelsträngad DNA-molekyl har ett globalt procentuell baspar :% A =% T och% G =% C. Den rigorösa bekräftelsen av regeln utgör grunden för Watson-Cricks par i DNA-dubbelspiral modellen

### Andra regeln
Den andra regeln säger att både %A = %T och %G = %C gäller för var och en av de två DNA-strängarna. Det här beskriver endast en global egenskap hos kompositionen av baser i en enda DNA-sträng.

## Bakgrund
En DNA molekyl är uppbyggd av en lång kedja med 4 baser, A,C,T,G . År 1950 publicerade Erwin Chargaff en undersökning som förklarade följande: DNA molekyler i världens alla arter har förhållandet 1:1 av pyrimidin och purin. Lite mer specifikt skall mängden guanin vara samma som mängden cytosin, samma sak gäller för adenin och tymin. Det är alltså definitionen av Chargaffs regel, något som har varit väldigt betydande för att lista ut uppbyggnaden av DNA molekyler.
Den andra regeln säger att det enda som varierar är mängden AT och CG par. År 2006 upptäckte forskare att den andra regeln endast stämmer in på fyra av fem dubbelsträngade organismer. Den stämmer specifikt in på eukaryota kromosomer, bakteriella kromosomer, dubbelsträngade DNA-virusen samt arkéerna. Regeln stämmer inte in på organella genomer (arvsmassor) som är mindre än 30 kbp. Regeln stämmer inte heller in på DNA molekyler med endast en sträng eller någon sorts RNA genom (arvsmassa). Det pågår forskning kring just det här, men man vet säkert att storleken spelar roll.
Regeln i sig har konsekvenser. I de flesta bakteriella arvsmassorna är generna ordnade så att 50 % av den kodande sekvensen ligger på vardera sträng. Wacław Szybalski visade på 1960-talet att antalet puriner överstiger antalet pyrimidiner i bakteriofagers kodande sekvenser. Det här har sedermera bekräftats i andra organismer, även om det finns undantag.
Den kombinerade effekten av Chargaffs andra regel och Szyblaskis bevis kan ses i bakteriernas arvsmassa. Man kan se att de kodande sekvenserna inte är helt jämnt fördelade. Den genetiska koden har 64 kodon av vilka 3 stycken fungerar som stoppkodon. Det finns endast 20 olika aminosyror i proteiner. Obalansen mellan kodonen och aminosyrorna gör att flera kodon kan koda för en enda aminosyra.
Ursprunget till avvikelsen i organellerna har föreslagits vara på grund av DNA:s replikering. Under replikering av separata DNA-strängar kan cytosin spontant deaminera till adenosin. Det betyder att en aminogrupp tas bort från cytosinet så att den övergår till adenosin; C övergår alltså till A. Ju längre strängarna är desto större chans finns det till deaminering.